# Giải Grammy lần thứ 59
Giải Grammy lần thứ 59 đã diễn ra vào ngày 12 tháng 2 năm 2017. Lễ trao giải được tường thuật trực tiếp trên hệ thống kênh CBS trực tiếp từ Trung tâm Staples, Los Angeles.. Lễ trao giải dành cho những bản thu, sáng tác và nghệ sĩ xuất sắc nhất trong năm, kéo dài từ 1 tháng 10 năm 2015 đến 30 tháng 9 năm 2016. Các đề cử được công bố vào ngày 6 tháng 9 năm 2016. Đây là lần đầu tiên James Corden tổ chức và dẫn lễ trao giải. Một buổi lễ trao giải "trước truyền hình", được biết đến với tên gọi chính thức là "Buổi lễ mở màn", nơi một số giải thưởng được trao, được tổ chức bởi diễn viên hài Margaret Cho.
Adele là nghệ sĩ chiến thắng nhiều nhất đêm với 5 danh hiệu, bao gồm Album của năm cho 25, Bài hát của năm và Thu âm của năm cho ca khúc "Hello". Adele cũng trở thành nghệ sĩ đầu tiên trong lịch sử thắng cả ba giải thưởng hạng mục chính đến hai lần, sau khi từng đạt thành tích này năm 2012. Những người thắng cử nhiều sau cô là David Bowie và Greg Kurstin với bốn giải. Chance the Rapper đoạt giải Nghệ sĩ mới xuất sắc nhất bên cạnh hai giải khác.

## Trình diễn
Người biểu diễn chuyển thể từ Thời báo doanh nhân quốc tế.
| Nghệ sĩ | Bài hát                                                                            |
| --- | ---------------------------------------------------------------------------------- |
| Adele | "Hello"                                                                            |
| The Weeknd Daft Punk                                                                                            | "Starboy" (intro) "I Feel It Coming"                                               |
| Keith Urban Carrie Underwood                                                                                    | "The Fighter"                                                                      |
| Ed Sheeran | "Shape of You"                                                                     |
| Lukas Graham Kelsea Ballerini                                                                                   | "7 Years" "Peter Pan"                                                              |
| Beyoncé | "Love Drought" "Sandcastles"                                                       |
| James Corden Neil Diamond Jennifer Lopez John Legend Faith Hill Jason Derulo Ryan Tedder Keith Urban Tim McGraw | "Sweet Caroline"                                                                   |
| Bruno Mars | "That's What I Like"                                                               |
| Little Big Town                                                                                                 | "Teenage Dream" (giới thiệu)                                                       |
| Katy Perry Skip Marley                                                                                          | "Chained to the Rhythm"                                                            |
| William Bell Gary Clark Jr.                                                                                     | "Born Under a Bad Sign"                                                            |
| Maren Morris Alicia Keys                                                                                        | "Once"                                                                             |
| Adele | Tri ân đến George Michael "Fastlove"                                               |
| Metallica Lady Gaga                                                                                             | "Moth into Flame"                                                                  |
| Sturgill Simpson The Dap-Kings                                                                                  | "All Around You"                                                                   |
| Demi Lovato Tori Kelly Little Big Town Andra Day                                                                | Tri ân đến Bee Gees "Stayin' Alive" "Tragedy" "How Deep Is Your Love" Night Fever" |
| A Tribe Called Quest Anderson.Paak Busta Rhymes Consequence                                                     | "Award Tour" "Movin Backwards" "We the People...."                                 |
| The Time Bruno Mars                                                                                             | Tri ân đến Prince "Jungle Love" "The Bird" "Let's Go Crazy"                        |
| Pentatonix | "ABC"                                                                              |
| Chance the Rapper Kirk Franklin Francis and the Lights Tamela Mann                                              | "How Great" "All We Got"                                                           |
| John Legend Cynthia Erivo                                                                                       | In Memoriam "God Only Knows"                                                       |

### Buổi lễ mở màn
Theo thứ tự xuất hiện:
- Margaret Cho - dẫn chương trình chính (giới thiệu các hạng mục Rock, Pop, Nhà sản xuất và Sản phẩm phim ảnh và Album nhạc kịch xuất sắc nhất)
- Lauren Daigle và For King and Country (giới thiệu các hạng mục Gospel/Contemporary Christian, Engineering (Non Classical), Packaging và Arranging và Album Lịch sử xuất sắc nhất và Soạn nhạc khí xuất sắc nhất)
- O'Connor Band - "Ruby, Are You Mad At Your Man?"
- René Marie (giới thiệu Gospel categories, Album thời đại mỡi xuất sắc nhất, Album âm nhạc thế giới xuất sắc nhất, Album của trẻ em xuất sắc nhất, Album kể chuyện xuất sắc nhất, Video âm nhạc xuất sắc nhất và Phim âm nhạc xuất sắc nhất)
- Ravi Coltrane và Third Coast Percussion - "Mallet Quartet"
- Sarah Jarosz (giới thiệu Classical, Engineering (Classical) and Dance categories)
- Judy Collins - "Suzanne" (Tri ân đến Leonard Cohen)
- Brendon Urie (giới thiệu hạng mục Album nhạc khí đương đại xuất sắc nhất, Jazz, Country Album Roots Gospel xuất sắc nhất)
- Northern Cree và Carla Morrison - "Cree Cuttin'"/"Un Beso"
- Mya (giới thiệu hạng mục Latin và American Roots)
- Ziggy Marley - "Amen"
- Jimmy Jam (giới thiệu hạng mục R&B, Rap và Album Reggae xuất sắc nhất, Album hài xuất sắc nhất)

## Giải thưởng và đề cử
Người chiến thắng sẽ xuất hiện đầu tiên và được đánh dấu bằng chữ In đậm.

### Hạng mục chung
Thu âm của năm
- "Hello" – Adele
  - Greg Kurstin, nhà sản xuất; Julian Burg, Tom Elmhirst, Emile Haynie, Greg Kurstin, Liam Nolan, Alex Pasco & Joe Visciano, kĩ sư/phối nhạc; Tom Coyne & Randy Merrill, kĩ sư master
- "Formation" – Beyoncé
  - Beyoncé Knowles, Mike Will Made-It & Pluss, nhà sản xuất; Jaycen Joshua & Stuart White, kĩ sư/phối nhạc; Dave Kutch, kĩ sư master
- "7 Years" – Lukas Graham
  - Future Animals & Pilo, nhà sản xuất; Delbert Bowers, Sebastian Fogh, Stefan Forrest & David LaBrel, kĩ sư/phối nhạc; Tom Coyne, kĩ sư master
- "Work" – Rihanna hợp tác với Drake
  - Boi-1da, nhà sản xuất; Noel "Gadget" Campbell, Kuk Harrell, Manny Marroquin, Noah "40" Shebib & Marcos Tovar, kĩ sư/phối nhạc; Chris Gehringer, mastering engineer
- "Stressed Out" – Twenty One Pilots
  - Mike Elizondo & Tyler Joseph, nhà sản xuất; Neal Avron & Adam Hawkins, kĩ sư/phối nhạc; Chris Gehringer, kĩ sư master

Album của năm
- 25 – Adele
  - Danger Mouse, Samuel Dixon, Paul Epworth, Greg Kurstin, Max Martin, Ariel Rechtshaid, Shellback, The Smeezingtons & Ryan Tedder, nhà sản xuất; Julian Burg, Austen Jux Chandler, Cameron Craig, Samuel Dixon, Tom Elmhirst, Declan Gaffney, Serban Ghenea, John Hanes, Emile Haynie, Jan Holzner, Michael Ilbert, Chris Kasych, Greg Kurstin, Charles Moniz, Liam Nolan, Alex Pasco, Mike Piersante, Ariel Rechtshaid, Rich Rich, Dave Schiffman, Joe Visciano & Matt Wiggins, kĩ sư/phối nhạc; Tom Coyne & Randy Merrill, kĩ sư master
- Lemonade – Beyoncé
  - James Blake, Kendrick Lamar, The Weeknd & Jack White, và nhiều nghệ sĩ khác; Vincent Berry II, Ben Billions, James Blake, BOOTS, Jonny Coffer, Dannyboystyles, Michael Dean, Alex Delicata, Diplo, Derek Dixie, Kevin Garrett, Diana Gordon, HazeBanga, Hit-Boy, Just Blaze, King Henry, Beyoncé Knowles, Ezra Koenig, Jeremy McDonald, MeLo-X, Mike Will Made-It, Pluss, Jack White & Malik Yusef, nhà sản xuất; Mike Dean, Jaycen Joshua, Greg Koller, Tony Maserati, Lester Mendoza, Vance Powell, Joshua V. Smith & Stuart White, kĩ sư/phối nhạc; Dave Kutch, kĩ sư master
- Purpose – Justin Bieber
  - Big Sean, Diplo, Halsey, Travis Scott & Skrillex, featured artists; The Audibles, Axident, Justin Bieber, Big Taste, Benny Blanco, Blood, Jason "Poo Bear" Boyd, Scott "Scooter" Braun, Mike Dean, Diplo, Gladius, Josh Gudwin, Nico Hartikainen, Mark "The Mogul" Jackson, Steve James, Ian Kirkpatrick, Maejor, MdL, Skrillex, Jeremy Snyder & @ S O U N D Z, nhà sản xuất; Simon Cohen, Diplo, Mark "Exit" Goodchild, Josh Gudwin, Jaycen Joshua, Manny Marroquin, Chris "Tek" O'Ryan, Johannes Raassina, Gregg Rominiecki, Chris Sclafani, Skrillex, Dylan William & Andrew Wuepper, kĩ sư/phối nhạc; Tom Coyne & Randy Merrill, kĩ sư master
- Views – Drake
  - dvsn, Future, Kyla, PARTYNEXTDOOR, Rihanna & Wizkid, cùng nhiều nghệ sĩ khác; Brian Alexander-Morgan, Axlfoliethc, Beat Bully, Boi-1Da, Cardo, Dwayne "Supa Dups" Chin-Quee, Daxz, DJ Dahi, Frank Dukes, Maneesh, Murda Beatz, Nineteen85, Ricci Riera, Allen Ritter, Noah "40" Shebib, Southside, Sevn Thomas, Jordan Ullman, Kanye West, Wizkid & Young Exclusive, nhà sản xuất; Noel Cadastre, Noel "Gadget" Campbell, Seth Firkins, David "Prep" Bijan Huges & Noah "40" Shebib, kĩ sư/phối nhạc; Chris Athens, kĩ sư master
- A Sailor's Guide to Earth – Sturgill Simpson
  - Sturgill Simpson, nhà sản xuất; Geoff Allan, David Ferguson & Sean Sullivan, kĩ sư/phối nhạc; Gavin Lurssen, kĩ sư master

Bài hát của năm
- "Hello"
  - Adele Adkins & Greg Kurstin, viết nhạc (Adele)
- "Formation" 
  - Khalif Brown, Asheton Hogan, Beyoncé Knowles & Michael L. Williams II, viết nhạc (Beyoncé)
- "I Took a Pill in Ibiza"
  - Mike Posner, viết nhạc (Mike Posner)
- "Love Yourself"
  - Justin Bieber, Benjamin Levin & Ed Sheeran, viết nhạc (Justin Bieber)
- "7 Years"
  - Lukas Forchhammer, Stefan Forrest, Morten Pilegaard & Morten Ristorp, viết nhạc (Lukas Graham)

Nghệ sĩ mới xuất sắc nhất
- Chance the Rapper
- Kelsea Ballerini
- The Chainsmokers
- Maren Morris
- Anderson.Paak

### Pop
Trình diễn đơn ca pop xuất sắc nhất
- "Hello" – Adele
- "Hold Up" – Beyoncé
- "Love Yourself" – Justin Bieber
- "Piece by Piece" (phiên bản Idol) – Kelly Clarkson
- "Dangerous Woman" – Ariana Grande

Trình diễn Song ca/Nhóm nhạc pop xuất sắc nhất
- "Stressed Out" – Twenty One Pilots
Bộ đôi này đã mặc quần lót để lên nhận giải.[15][16]
- "Closer" – The Chainsmokers hợp tác với Halsey
- "7 Years" – Lukas Graham
- "Work" – Rihanna hợp tác với Drake
- "Cheap Thrills" – Sia hợp tác với Sean Paul

Album giọng pop truyền thống xuất sắc nhất
- Summertime: Willie Nelson Sings Gershwin – Willie Nelson
- Cinema – Andrea Bocelli
- Fallen Angels – Bob Dylan
- Stages Live – Josh Groban
- Encore: Movie Partners Sing Broadway – Barbra Streisand

Album giọng pop xuất sắc nhất
- 25 – Adele
- Purpose – Justin Bieber
- Dangerous Woman – Ariana Grande
- Confident – Demi Lovato
- This Is Acting – Sia

### Nhạc điện tử/dance
Thu âm nhạc dance xuất sắc nhất
- "Don't Let Me Down" – The Chainsmokers hợp tác với Daya
  - The Chainsmokers, nhà sản xuất; Jordan Young, phối nhạc
- "Tearing Me Up" – Bob Moses
  - Bob Moses, producers; Mark "Spike" Stent, phối nhạc
- "Never Be Like You" – Flume hợp tác với Kai
  - Harley Streten, nhà sản xuất; Eric J Dubowsky, phối nhạc
- "'Rinse & Repeat" – Riton hợp tác với Kah-Lo
  - Riton, nhà sản xuất; Wez Clarke, phối nhạc
- "Drinkee" – Sofi Tukker
  - Sofi Tukker, v; Bryan Wilson, v

Album nhạc điện tử/dance xuất sắc nhất
- Skin – Flume
- Electronica 1: The Time Machine – Jean-Michel Jarre
- Epoch – Tycho
- Barbara Barbara, We Face a Shining Future – Underworld
- Louie Vega Starring...XXVIII – Little Louie Vega

### Nhạc khí đương đại
Album nhạc khí đương đại xuất sắc nhất
- Culcha Vulcha – Snarky Puppy
- Human Nature – Herb Alpert
- When You Wish Upon a Star – Bill Frisell
- Way Back Home: Live from Rochester, NY – Steve Gadd Band
- Unspoken – Chuck Loeb

### Rock
Trình diễn Rock xuất sắc nhất
- "Blackstar" – David Bowie
- "Joe" (Trực tiếp từ Austin City Limits) – Alabama Shakes
- "Don't Hurt Yourself" – Beyoncé hợp tác với Jack White
- "The Sound of Silence" (Trực tiếp Conan) – Disturbed
- "Heathens" – Twenty One Pilots

Trình diễn Metal xuất sắc nhất
- "Dystopia" – Megadeth
- "Shock Me" – Baroness
- "Silvera" – Gojira
- "Rotting in Vain" – Korn
- "The Price Is Wrong" – Periphery

Bài hát rock hay nhất
- "Blackstar"
  - David Bowie, viết nhạc (David Bowie)
- "Burn the Witch" 
  - Radiohead, viết nhạc (Radiohead)
- "Hardwired"
  - James Hetfield & Lars Ulrich, viết nhạc (Metallica)
- "Heathens"
  - Tyler Joseph, viết nhạc (Twenty One Pilots)
- "My Name Is Human"
  - Rich Meyer, Ryan Meyer & Johnny Stevens, viết nhạc (Highly Suspect)

Album rock xuất sắc nhất
- Tell Me I'm Pretty – Cage the Elephant
- California – Blink-182
- Magma – Gojira
- Death of a Bachelor – Panic! at the Disco
- Weezer – Weezer

### Alternative
Album nhạc alternative xuất sắc nhất
- Blackstar – David Bowie
- 22, A Million – Bon Iver
- The Hope Six Demolition Project – PJ Harvey
- Post Pop Depression – Iggy Pop
- A Moon Shaped Pool – Radiohead

### R&B
Trình diễn R&B xuất sắc nhất
- "Cranes in the Sky" – Solange
- "Turnin' Me Up" – BJ the Chicago Kid
- "Permission" – Ro James
- "I Do" – Musiq Soulchild
- "Needed Me" – Rihanna

Trình diễn R&B truyền thống xuất sắc nhất
- "Angel" – Lalah Hathaway
- "The Three of Me" – William Bell
- "Woman's World" – BJ the Chicago Kid
- "Sleeping with the One I Love" – Fantasia
- "Can't Wait" – Jill Scott

Bài hát R&B hay nhất
- "Lake by the Ocean"
  - Hod David & Musze, viết nhạc (Maxwell)
- "Come and See Me"
  - J. Brathwaite, Aubrey Graham & Noah Shebib, viết nhạc (PARTYNEXTDOOR hợp tác với Drake)
- "Exchange"
  - Michael Hernandez & Bryson Tiller, viết nhạc (Bryson Tiller)
- "Kiss It Better"
  - Jeff Bhasker, Robyn Fenty, John-Nathan Glass & Teddy Sinclair, viết nhạc (Rihanna)
- "Luv"
  - Magnus August Høiberg, Benjamin Levin & Daystar Peterson, viết nhạc (Tory Lanez)

Album urban xuất sắc nhất
- Lemonade – Beyoncé
- Ology – Gallant
- We Are King – KING
- Malibu – Anderson.Paak
- Anti – Rihanna

Album R&B xuất sắc nhất
- Lalah Hathaway Live – Lalah Hathaway
- In My Mind – BJ the Chicago Kid
- Velvet Portraits – Terrace Martin
- Healing Season – Mint Condition
- Smoove Jones – Mýa

### Rap
Trình diễn Rap xuất sắc nhất
- "No Problem" – Chance the Rapper hợp tác với Lil Wayne & 2 Chainz
- "Panda" – Desiigner
- "Pop Style" – Drake v The Throne
- "All the Way Up" – Fat Joe & Remy Ma hợp tác với French Montana & Infared
- "THat Part" – ScHoolboy Q hợp tác với Kanye West

Hợp tác rap/hát xuất sắc nhất
- "Hotline Bling" – Drake
- "Freedom" – Beyoncé hợp tác với Kendrick Lamar
- "Broccoli" – D.R.A.M. hợp tác với Lil Yachty
- "Ultralight Beam" – Kanye West hợp tác với Chance the Rapper, Kelly Price, Kirk Franklin & The-Dream
- "Famous" – Kanye West hợp tác với Rihanna

Bài hát Rap hay nhất
- "Hotline Bling"
  - Aubrey Graham & Paul Jefferies, viết nhạc (Drake)
- "All the Way Up"
  - Joseph Cartagena, Edward Davadi, Shandel Green, Karim Kharbouch, Andre Christopher Lyon, Reminisce Mackie & Marcello Valenzano, viết nhạc (Fat Joe & Remy Ma hợp tác với French Montana & Infared)
- "Famous"
  - Chancellor Bennett, Ross Birchard, Ernest Brown, Andrew Dawson, Kasseem Dean, Mike Dean, Noah Goldstein, Kejuan Muchita, Patrick Reynolds, Kanye West, Cydel Young & Malik Yusef, viết nhạc (Kanye West hợp tác với Rihanna)
- "No Problem"
  - Chancellor Bennett, Dwayne Carter, Rachel Cato, Peter Cottontale, Tauheed Epps, Jonathan Hoard, Cam O'bi, Ivan Rosenberg, Conor Szymanski, Lakeithsha Williams & Jaime Woods, viết nhạc (Chance the Rapper hợp tác với Lil Wayne and 2 Chainz)
- "Ultralight Beam"
  - Chancellor Bennett, Kasseem Dean, Mike Dean, Kirk Franklin, Noah Goldstein, Samuel Griesemer, Terius Nash, Jerome Potter, Kelly Price, Nico "Donnie Trumpet" Segal, Derek Watkins, Kanye West, Cydel Young & Malik Yusef, viết nhạc (Kanye West hợp tác với Chance The Rapper, Kelly Price, Kirk Franklin & The-Dream)

Album Rap xuất sắc nhất
- Coloring Book – Chance the Rapper
- and the Anonymous Nobody... – De La Soul
- Major Key – DJ Khaled
- Views – Drake
- Blank Face LP – ScHoolboy Q
- The Life of Pablo – Kanye West

### Video âm nhạc/Phim
Video âm nhạc xuất sắc nhất
- "Formation" – Beyoncé
  - Melina Matsoukas, đạo diễn video; Candice Dragonas, Juliette Larthe, Nathan Scherrer & Inga Veronique, nhà sản xuất video
- "River" – Leon Bridges
  - Miles Jay, video director; Dennis Beier, Allison Kunzman & Saul Levitz, nhà sản xuất video
- "Up & Up" – Coldplay
  - Vania Heymann & Gal Muggia, đạo diễn video; Candice Dragonas, Juliette Larthe, Nathan Scherrer & Natan Schottenfels, nhà sản xuất video
- "Gosh" – Jamie XX
  - Romain Gavras, đạo diễn video; Iconoclast, nhà sản xuất video
- "Upside Down & Inside Out" – OK Go
  - Damian Kulash Jr. & Trish Sie, đạo diễn video; Melissa Murphy & John O'Grady, nhà sản xuất video

Phim âm nhạc Xuất sắc nhất
- The Beatles: Eight Days a Week The Touring Years – (The Beatles)
  - Ron Howard, đạo diễn video; Brian Grazer, Ron Howard, Scott Pascucci & Nigel Sinclair, nhà sản xuất video
- I'll Sleep When I'm Dead – Steve Aoki
  - Justin Krook, đạo diễn video; Brent Almond, Matt Colon, David Gelb, Ryan Kavanaugh, Michael Theanne, Happy Walters & Matthew Weaver, nhà sản xuất video
- Lemonade – Beyoncé
  - Beyoncé Knowles Carter & Kahlil Joseph, đạo diễn video; Ed Burke, Steve Pamon, Todd Tourso, Dora Melissa Vargas, Erinn Williams & Beyoncé Knowles Carter, nhà sản xuất video
- The Music of Strangers – Yo-Yo Ma & The Silk Road Ensemble
  - Morgan Neville, đạo diễn video; Caitrin Rogers, nhà sản xuất video
- American Saturday Night: Live From The Grand Ole Opry – (Nhiều nghệ sĩ)
  - George J. Flanigen IV, đạo diễn video; Steve Buchanan, John Burke & Lindsey Clark, Robert Deaton, Pete Fisher & George J. Flanigen IV, nhà sản xuất video

## Nhiều đề cử và giải thưởng nhất
Những người dưới đây nhận nhiều đề cử nhất:
| Chín: - Beyoncé Tám: - Drake - Rihanna - Kanye West | Bảy: - Chance the Rapper Năm: - Adele - Tyler Joseph | Bốn: - Justin Bieber - Benny Blanco - David Bowie - Tom Coyne - Mike Dean - Kirk Franklin - Greg Kurstin - Max Martin - Lori McKenna - Maren Morris |

Ba:
| - BJ the Chicago Kid - The Chainsmokers - John Daversa - Tom Elmhirst - Lukas Forchhammer - Jaycen Joshua | - Morten Lindberg - Randy Merrill - Mike Will Made It - Ted Nash - Nineteen85 - Antonio Pappano | - Morten Ristorp - Noah "40" Shebib - Shellback - Sia - Twenty One Pilots - Jack White |

Hai:
| - Blanton Alspaugh - The Avett Brothers - Neal Avron - John Beasley - William Bell - Boi-1da - Julian Burg - John Burke - Noel "Gadget" Campbell - Shirley Caesar - Brandy Clark - Jacob Collier - Diplo - Kyle Dixon - The-Dream - Fat Joe - Frank Filipetti | - Flume - Stefan Forrest - David Frost - Robbie Fulks - Chris Gehringer - Rhiannon Giddens - Gojira - Ariana Grande - Natalie Grant - Giancarlo Guerrero - Halsey - Lalah Hathaway - Emile Haynie - Fred Hersch - Hillary Scott & the Scott Family - Sarah Jarosz - Dave Kutch | - Kendrick Lamar - Miranda Lambert - Alexander Lipay - Dmitriy Lipay - Liam Nolan - Lukas Graham - Remy Ma - Yo-Yo Ma & the Silk Road Ensemble - Manny Marroquin - Richard Martin - Brad Mehldau - French Montana - Ennio Morricone - Thomas Newman - Anderson.Paak - PartyNextDoor - Alex Pasco | - Pink - Pluss - Kelly Price - Radiohead - Roddie Romero - ScHoolboy Q - Amy Schumer - John Scofield - Rob Sevier - Ken Shipley - Sturgill Simpson - Skrillex - Michael Stein - 2 Chainz - Keith Urban - Stuart White - Robina G. Young |

Những người dưới đây nhận nhiều giải nhất:
| Năm: - Adele | Bốn: - David Bowie - Greg Kurstin | Ba: - Chance the Rapper - Tom Elmhirst |

Hai:
| - Beyoncé - Julian Burg - Jacob Collier - Tom Coyne - Drake - Kirk Franklin | - Giancarlo Guerrero - Lalah Hathaway - Emile Haynie - Hillary Scott & the Scott Family - Sarah Jarosz | - Max Martin - Randy Merrill - Ted Nash - John Scofield - Shellback |